# Herman Johan von Burghausen
Herman Johan von Burghausen, född omkring 1650, död 29 september 1708, var en svensk militär.
Herman Johan von Burghausen var son till överste Herman von Burghausen och Helena von Strassburg. Han blev fänrik vid andra viborgska dragonregementet 1668, löjtnant där 1674, kaptenlöjtnant vid karelska kavalleriregementet 1682 och ryttmästare där 1685. Burghausen blev major 1700, överstelöjtnant 1701 och var överste och chef för karelska kavalleriregementet. Han stupade i slaget vid Lesna. Han skrev sig till Kotko eller Orel i Petves socken utanför Narva.